# MC Bob Rum
Moysés Osmar da Silva (Rio de Janeiro, 10 de setembro de 1969), mais conhecido como MC Bob Rum, é um cantor de funk carioca  que ganhou reconhecimento nacional pela canção "Rap do Silva" em 1995. Com seu hit, a coletânea "Rap Brasil Vol. 2" ganhou o certificado de platina, com mais de 250 mil cópias vendidas, em um total de 33 milhões.
Em 1996 lança seu álbum solo Está Escrito, que alcançou o primeiro lugar nas rádios daquele ano e tornou-se abertura da novela Cristal, exibida pelo SBT.
"Rap do Silva" foi incluída no livro 101 Funks Que Você Tem Que Ouvir Antes de Morrer, do escritor Julio Ludemir, e reconhecido como o funk brasileiro mais tocado no mundo da era analógica Em 2014, Bob Rum lançou o livro "Era Só Mais um Silva" em 2015 criou o festival musical "Baile do Silva" e em 2019, o filme "Bob Rum - a história de um Silva", disponível na Amazon Prime Vídeo. Recentemente conquistou o mercado internacional com parcerias com o grupo Norte-americano Planet Patrol e o Rei do Freestyle Stevie B.

## Biografia
Moysés Osmar da Silva criado no bairro de Santa Cruz, na Zona Oeste da cidade do Rio de Janeiro, em 10 de setembro de 1969. Na juventude, aos dezessete anos, compôs a canção "Bob Rum", esta que contava a história de um surfista e cujo título foi uma "homenagem" ao cão de um amigo seu, e rendeu seu nome artístico. Formado em administração, Moysés é, atualmente, dono de sua própria produtora musical, a Bob Rum Produções.

## Carreira artística

### 1995: "Rap do Silva"
Em 1995, o produtor Rômulo, da Furacão 2000, assinou contrato com Moysés que, já utilizando o nome artístico " Bob Rum", deu início à sua carreira em sequência ao contrato, ao lançar "Rap do Silva", canção essa que lhe daria reconhecimento nacional. Tal música fez com que a coletânea do funk carioca "Rap Brasil Vol. 2" alcançasse o certificado de platina, após conseguir mais de 250 mil cópias vendidas, sendo, no total, 6 milhões.

### 1996:Está Escrito
Em 1996, Bob Rum lança o álbum de estreia Está Escrito, que esteve em primeiro lugar nas rádios deste ano e teve uma faixa usada como trilha de abertura da novela Cristal, exibida pela SBT. O projeto, lançado pela Spotlight Records, contou com a já conhecida faixa "Rap do Silva". A respeito das canções, Alvaro Neder afirmou que "todas as canções são pobres em todos os aspectos: harmonia, melodia, ritmo e letra."

### 2015–presente:Perfile carreira atual

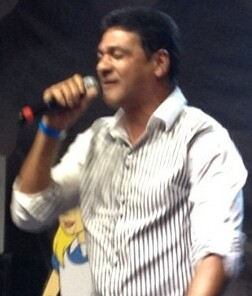
Bob Rum em 2013.

Em 2015, já de forma independente, lançou seu segundo álbum, Perfil. O extended play contou com quatro faixas, sendo elas, regravações das canções "Está Escrito" e "Rap do Silva", além de outras duas inéditas.
Desde então, faz apresentações em casamentos e festas. "Depois desse tempo todo, essa música ainda me dá muitas alegrias. Ela foi atravessando gerações. E, hoje, eu a canto em casamentos todo final de semana. O fato de poder celebrar com esses casais uma nova vida que começa me deixa muito feliz. Não fui só mais um Silva", afirmou o cantor.
Em agosto de 2024, comemorou trinta anos de carreira com uma apresentação na Arena do Funk, no bairro de Bangu, Rio de Janeiro, que também homenageou a irmã do cantor MC Marcinho, falecido no ano anterior, vítima de complicações cardíacas.

## Carreira política

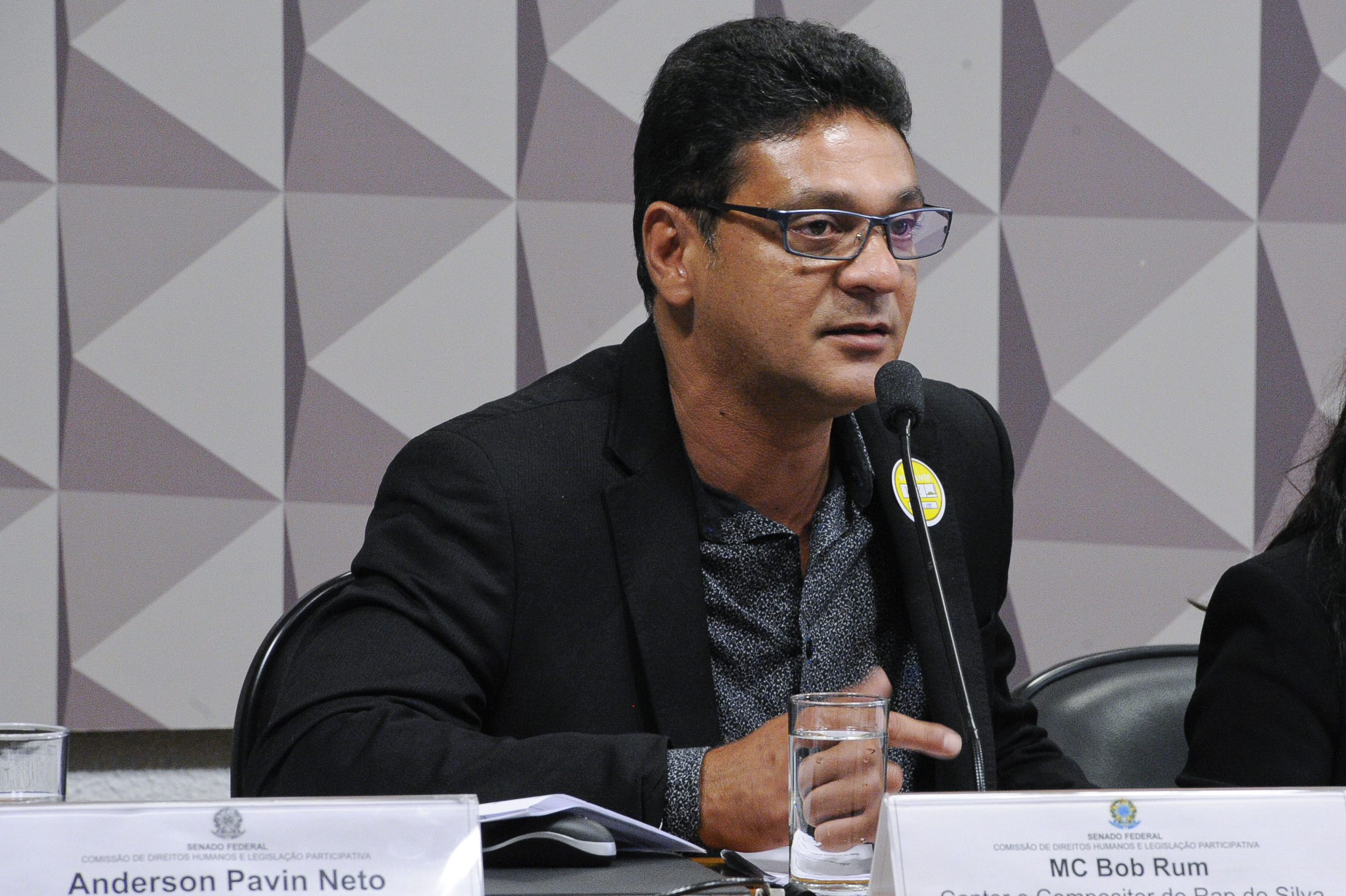
Bob Rum em 2017 na Comissão dos Direitos Humanos e Legislação Participativa.

Em 2020, MC Bob Rum se candidatou para vereador do Rio de Janeiro pelo AVANTE.
"As minhas músicas sempre tiveram um cunho político. Eu nunca me envolvi com um partido, mas chega uma hora em que a gente sente necessidade de ser representado por alguém que vive as mesmas dificuldades, que conhece os problemas de perto." 

## Vida pessoal
MC Bob Rum é casado desde a década de 1980 com a professora Sandra Silva, com quem tem dois filhos.

## Discografia
| Título            | Detalhes do álbum |
| ----------------- | --- |
| Rap Brasil Vol. 2 | - Lançamento: 1995 - Gravadora: Som Livre - Formato: Vinil/CD Nota: O álbum é uma coletânea da gravadora Som Livre, que, por sua vez, inseriu a canção de Bob Rum. |
| Está Escrito      | - Lançamento: 1996 - Gravadora: Spotlight Records - Formatos: CD                                                                                                   |
| Perfil            | - Lançamento: 2015 - Gravadora: Bob Rum Produções - Formato: Plataformas digitais                                                                                  |